# Indirana
Indirana is een geslacht van kikkers (Anura) uit de familie Ranixalidae. De groep werd voor het eerst wetenschappelijk beschreven door Raymond Ferdinand Laurent in 1986. Oorspronkelijk werd de wetenschappelijke naam Ranixalini gebruikt.
De groep is recentelijk afgesplitst van de familie echte kikkers (Ranidae). Er zijn veertien verschillende soorten, alle soorten zijn endemisch in India. De geslachtsaanduiding Indirana betekent vrij vertaald 'kikkers van India'. 

## Taxonomie
Geslacht Indirana
- Soort Indirana beddomii
- Soort Indirana bhadrai
- Soort Indirana brachytarsus
- Soort Indirana chiravasi
- Soort Indirana duboisi
- Soort Indirana gundia
- Soort Indirana leithii
- Soort Indirana longicrus
- Soort Indirana paramakri
- Soort Indirana salelkari
- Soort Indirana sarojamma
- Soort Indirana semipalmata
- Soort Indirana tysoni
- Soort Indirana yadera

Indirana · 
Sallywalkerana